# Власов, Анатолий Александрович (писатель)
Анато́лий Алекса́ндрович Вла́сов (17 июня 1929, Арти — 15 марта 2011, там же) — писатель-прозаик.

## Биография
Жил и работал в рабочем посёлке Арти Свердловской области. Окончил Тихоокеанское высшее военно-морское училище им. С. О. Макарова. Плавал штурманом на сторожевом корабле. Работал в газетах, на заводе. 

Печататься начал с 1959 г. в журналах Урал (журнал) и Уральский следопыт (журнал). Автор тринадцати книг прозы, изданных в Москве, Перми и Екатеринбурге. Главная тема писателя — глубинная народная жизнь, быт и труд рабочих, проблемы нравственности, характеры женщин.

Произведениям Анатолия Александровича свойственны психологизм, лиричность пейзажей; он тщательно рисует картины новой действительности. 

По книгам «Сухая осень в Серебровке», «Уборщица и Ганэ» ставились телеспектакли и радиопостановки в Екатеринбурге и Владивостоке. 

Анатолий Александрович Власов — член Союза писателей России с 1977 г.; лауреат премии Губернатора Свердловской области (1999) за роман «Имя овцы».